# Чемпіонство Північної Америки NXT
Чемпіонство Північної Америки NXT — це чемпіонство з професійного реслінгу, створено і просунуто американським промоушеном WWE. Він захищається як другорядне чоловіче чемпіонство NXT, бренду розвитку промоушену. Чинним чемпіоном, вперше для себе, є Ітан Пейдж, котрий переміг Ріккі Сейнтса у випуску NXT за 27 травня 2025 року.
Чемпіонство було представлено під час записів NXT від 7 березня 2018 року (трансляція відбулася 28 березня), а першим чемпіоном став Адам Коул. У вересні 2019 року компанія почала просувати NXT як свій «третій бренд», коли телепрограму NXT було переміщено на канал USA Network. Однак через два роки NXT повернувся до своєї початкової функції бренду розвитку WWE. У січні 2022 року Чемпіонство NXT у напівважкій вазі було об’єднано Чемпіонством Північної Америки.
Цей титул відрізняється від Чемпіона WWF Північної Америки у важкій вазі, оскільки він не веде походження від попереднього титулу, який захищався з 1979 по 1981 рік. На Stand & Deliver 6 квітня 2024 року генеральний менеджер NXT Ава оголосила про жіночий еквівалент титулу.

## Історія

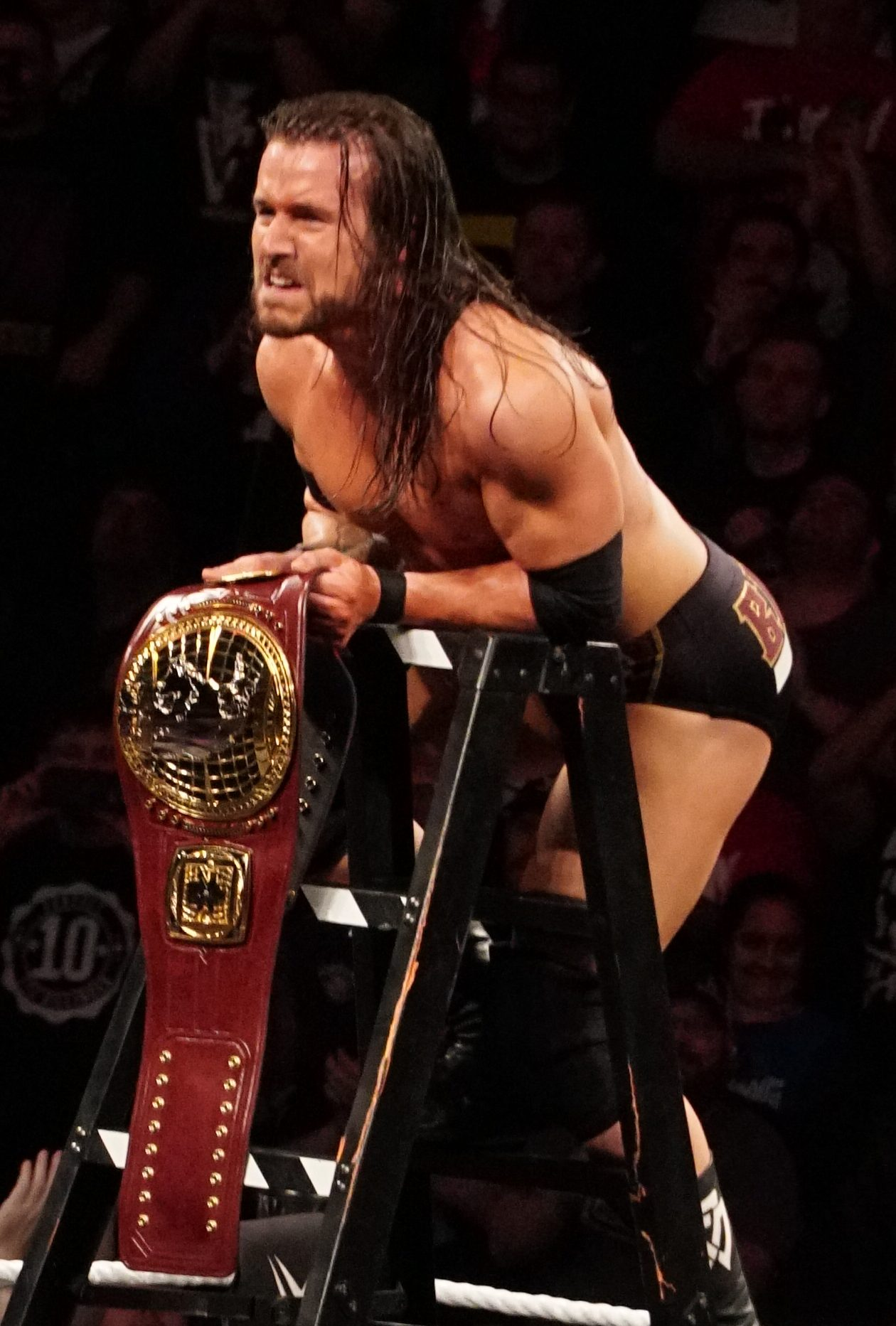
Перший чемпіон Адам Коул після перемоги в інавгураційному матчі з драбинами за чемпіонство на TakeOver: New Orleans

У червні 2012 року WWE заснували NXT як свою територію розвитку, замінивши Florida Championship Wrestling (FCW). Однак лише у 2018 році для бренду було встановлено другорядне чемпіонство. Під час запису NXT 7 березня 2018 року (трансляція відбулася 28 березня) генеральний менеджер NXT Вільям Регал оголосив про матч з драбинами на TakeOver: New Orleans, за звання першого Чемпіона Північної Америки NXT. Пізніше того ж вечора, EC3, Кілліан Дейн, Адам Коул, Рикошет, Ларс Салліван і Velveteen Dream були оголошені учасниками матчу. На цьому заході, Коул виграв матч і став першим чемпіоном.
Хоча NXT спочатку був створений як територія розвитку WWE, Чемпіонство Північної Америки NXT було представлено у момент розквіту NXT, який став третім великим брендом WWE. Це стало офіційно, коли NXT переїхав на канал USA Network у вересні 2019 року, завдяки чому Чемпіонство Північної Америки NXT стало третім другорядним титулом для WWE разом із Інтерконтинентальним Чемпіонством WWE та Чемпіонством Сполучених Штатів WWE. Однак у вересні 2021 року, NXT повернулося до статусу бренду розвитку WWE.
У січні 2022 року, Чемпіонство NXT у напівважкій вазі було об’єднано в Чемпіонство Північної Америки. У спеціальному випуску NXT: New Year's Evil від 4 січня 2022 року, чинний чемпіон Північної Америки Кармело Хейз переміг чемпіона у напівважкій вазі Родеріка Стронга. Чемпіонство у напівважкій вазі було скасовано, а Хейс став чемпіоном Північної Америки.
Щоразу, коли титул належить реслеру основного ростеру, його іноді захищають на шоу основного ростеру, наприклад, коли реслер SmackDown Соло Сікоа захисщав його на SmackDown у вересні 2022 року. Реслер Raw «Брудний» Домінік Містеріо також захищав його на Raw під час свого першого рейну у 2023 році.

## Дизайн поясу
Чемпіонський пояс був оприлюднений виконавчим директором WWE і керівником NXT Тріпл Ейчем 3 квітня 2018 року. З трьома золотими пластинами на товстому коричневому шкіряному ремінці, округла центральна пластина містить глобус, на якому зображено лише континент Північної Америки. На банері над глобусом написано «North American» (укр. Північна Америка), а над банером — логотип NXT. На нижньому банері внизу глобуса написано «Champion» (укр. Чемпіон). У те, що стало помітною особливістю чемпіонських поясів WWE, дві бічні пластини мають знімну центральну секцію, яку можна кастомізувати за допомогою логотипів чемпіона; стандартні бічні пластини містять вертикальний логотип NXT на глобусі. Це був перший другорядний титул WWE, який містив бічні пластини. Це було єдине Чемпіонство NXT, яке містило логотип NXT на бічних табличках за замовчуванням до введення Чемпіонства Північної Америки NXT серед жінок у 2024 році; інші чемпіонства NXT містять логотип WWE.

## Рейни
Станом на 4 травня 2024 було 22 рейни між 18 чемпіонами та два вакантних титули. Інавгураційним чемпіоном став Адам Коул. Джонні Гаргано має найбільше рейнів - три. Рейн Веса Лі є найдовшим – 269 днів, а рейн Тріка Вільямса – найкоротшим – 3 дні. Кармело Хейз має найдовший сумарний рейн – 273 дні за два його рейни. Velveteen Dream є наймолодшим чемпіоном, вигравши титул у 23 роки, тоді як Деміан Пріст є найстаршим, вигравши титул у 37 років.
Ітан Пейдж є чинним чемпіоном у своєму першому рейні. Він виграв титул, перемігши Ріккі Сейнтса в епізоді NXT від 27 травня 2025 року.